# Karl Friedrich Reith
Karl Friedrich Reith (* 1941 in Frankfurt am Main) ist ein deutscher, ehemals katholischer, inzwischen protestantischer Theologe und Pfarrer i. R. in Herbstein.

## Leben
Reith studierte an den Universitäten in Frankfurt am Main, Paris, Bonn und Trier die Fächer Katholische Theologie, Philosophie, Psychologie und Kunstgeschichte. 1974 wurde Reith an der Universität Bonn mit der Dissertation Die Gotteslehre bei F.A. Staudenmaier zum Dr. theol. promoviert. Von 1966 bis 1968 war Reith als Religionslehrer tätig. Von 1969 bis 1978 arbeitete er als wissenschaftlicher Assistent an der Universität Bonn. Anschließend übernahm er freiberufliche Tätigkeiten, u. a. Lehraufträge zum Funkkolleg Philosophie/Ethik.

## Position
In seiner Schrift Mikrologie: Reflexionen zu einer kritischen Theologie. bezieht Reith kritische Positionen zu den jeweiligen theologischen Totalitätskonzepten der Autoren Gerhard Sauter, Wolfhart Pannenberg und Helmut Peukert.

## Veröffentlichungen
- Die Gotteslehre bei Franz Anton Staudenmaier. Zugleich Dissertation. Herbert Lang, Bern u. Peter Lang, Frankfurt am Main 1974
- Mikrologie: Reflexionen zu einer kritischen Theologie. Lang, Frankfurt am Main 1982, ISBN 3-8204-5817-4.

## Künstlerische Ausbildung und Tätigkeit
Unter dem Künstlernamen „Fritz“ malt er seit dem 18. Lebensjahr. Besuch der Abendschule des Städel / Frankfurt und dem Atelier für Kunsterziehung Bonn. Seit 1995 betreibt er wieder intensive Malerei im eigenen Atelier und bietet Kurse in Freiem Malen an. 1995/1996 Schöpfer der „Herbsteiner Lebensspirale“ – ein Meditationsweg im Kurpark Herbstein.
Ausstellungen u. a. in Bonn, Frankfurt, Herbstein, Alsfeld, Gießen, Wiesbaden (Landeshaus), Bamberg (Aula Uni und Konzerthalle). Lauterbach Hohhaus – Licht in C-Dur 2016/2017, Lauterbach Hohhaus – Verletzlichkeit der Kunst 2018.